# Carte de buzunar

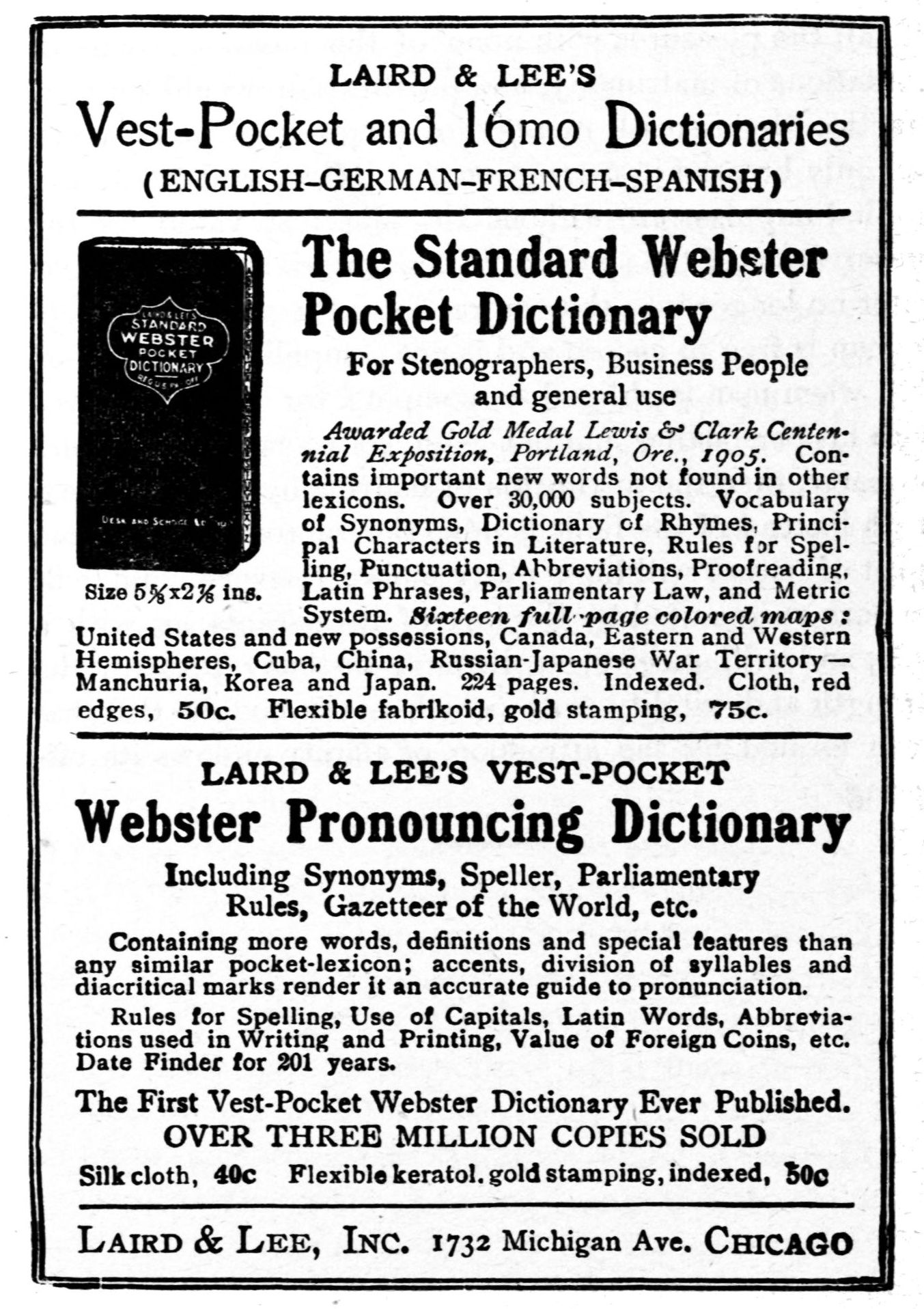
Reclamă din 1895 pentru o ediție de buzunar a Dicționarului Webster.

Cărți de dimensiuni mici care ar încăpea în buzunarul unui cititor au existat încă din cele mai vechi timpuri. De exemplu, o evanghelie de la începutul secolului al VIII-lea cunoscută ca Evanghelia Sf. Cuthbert are o dimensiune a paginii de doar 138x92 mm. Cu toate acestea, conceptul editorial de carte de buzunar datează din secolul al XX-lea. El se referă la o ediție care a fost adaptată ca mărime pentru a încăpea în buzunarul cititorilor, de obicei, prin utilizarea unei hârtii mai subțiri, a unor litere mai mici și a unui text prescurtat:
„Când un editor vrea să tipărească o ediție de buzunar a unei cărți, el poate reduce dimensiunea tiparului, precum și grosimea hârtiei și coperților; dar el nu poate face acest lucru la nesfârșit deoarece cartea trebuie să rămână lizibilă și folositoare; vine un moment în care el trebuie să abrevieze textul, prescurtând sau eliminând orice adaos sau alte porțiuni, care, deși poate interesante în sine, nu sunt cu adevărat necesare scopului principal al lucrării.”
Edițiile de buzunar au fost criticate ca fiind „nepotrivite pentru păstrarea în biblioteci”, ele fiind cumpărate pentru a acoperi temporar un gol în bibliotecă, când nu sunt disponibile alte ediții, și apoi înlocuite, atunci când apar ediții noi, și retrogradate ca ediții de rezervă.
Un tip de carte tipărită de obicei în format de buzunar este dicționarul de buzunar ca o ediție a dicționarelor mari. Un dicționar de buzunar, în general, „nu conține mai mult de 75.000 de termeni explicați”, cu informații prescurtate referitoare la fiecare termen, în comparație cu 170.000 de termeni sau mai mulți dintr-un dicționar tipic de birou, făcând ca dicționarul de buzunar să fie nepotrivit pentru uzul unor persoane cu studii superioare. Un critic a descris dicționarul de buzunar ca „aproape inutil, mai mult ca un ghid superficial de ortografie și pronunție”. Potrivit unui punct de vedere compensatoriu, deși dicționarul de buzunar nu poate înlocui dicționarul de birou, „ca un instrument portabil de învățare, dicționarul de buzunar valorează cât greutatea sa în aur”.